# U potrazi za Markom Polom (soundtrack)
U potrazi za Markom Polom naziv je trećega autorskog albuma hrvatskoga skladatelja i glazbenika Dalibora Grubačevića s glazbom iz istoimenoga TV serijala. Album je potkraj 2012. objavila diskografska kuća Aquarius Records, a Grubačević je za taj soundtrack 2013. nagrađen Porinom u kategoriji za najbolji album originalne glazbe za kazalište, film i/ili TV.

## Popis glazbenih brojeva
| 1.    | »Naslovna Tema«                         | 0:45 |
| 2.    | »Venecija«                              | 3:38 |
| 3.    | »Akra (Izrael)«                         | 1:21 |
| 4.    | »Korčula (Hrvatska)«                    | 2:50 |
| 5.    | »Crkva svetog groba (Izrael)«           | 2:20 |
| 6.    | »Nemrut Dagi (Turska)«                  | 1:52 |
| 7.    | »Most Čobandede (Turska)«               | 1:53 |
| 8.    | »Ani - Grad duhova (Turska)«            | 1:43 |
| 9.    | »Perzija - Tabriz (Iran)«               | 2:54 |
| 10.   | »Karavan Saraj - Konačište (Kirgistan)« | 2:17 |
| 11.   | »Wakhan prolaz (Afganistan)«            | 1:05 |
| 12.   | »Pamir - Put svile (Tadžikistan)«       | 1:33 |
| 13.   | »Zemlja orlova (Kina)«                  | 3:04 |
| 14.   | »Kašgar (Sjeverna Kina)«                | 2:54 |
| 15.   | »Selo (Tadžikistan)«                    | 1:47 |
| 16.   | »Žad (Sjeverna Kina)«                   | 2:54 |
| 17.   | »Jiayu prolaz (Mongolija - Kina)«       | 3:58 |
| 18.   | »Mongolski Lovac«                       | 3:15 |
| 19.   | »Mongolski divlji konji«                | 2:23 |
| 20.   | »Daidu (Kina)«                          | 2:44 |
| 21.   | »Lhasa (Tibet)«                         | 2:09 |
| 22.   | »Lovci na bisere (Borneo)«              | 3:49 |
| 23.   | »Ribari na štulama (Šri Lanka)«         | 2:22 |
| 24.   | »Indija«                                | 2:51 |
| 25.   | »Odjavna tema«                          | 1:09 |
| 59:05 |                                         |      |

## Vanjske poveznice
- Discogs.com – Dalibor Grubačević: U potrazi za Markom Polom (glazba iz TV serijala) (hrv.) (engl.)
- U potrazi za Markom Polom u internetskoj bazi filmova IMDb-a (TV serijal)
- Klasika.hr – Irena Paulus: »Na putu s velikim pustolovom« (intervju)
- HRT o Porinom nagrađenoj glazbi iz serijala  Arhivirana inačica izvorne stranice od 1. rujna 2014. (Wayback Machine)
- Glazba iz serijala na Youtube-u